# Penstemon mensarum
Penstemon mensarum är en grobladsväxtart som beskrevs av Francis Whittier Pennell. Penstemon mensarum ingår i släktet penstemoner, och familjen grobladsväxter. Inga underarter finns listade i Catalogue of Life.